# The Sheriff's Dilemma
The Sheriff's Dilemma é um filme dos Estados Unidos de 1915, do gênero western, interpretado por Harry Carey.

## Elenco
- Harry Carey
- Claire McDowell
- Charles West - (como Charles H. West)